# Warrior (gruppo musicale)
I Warrior sono un gruppo musicale heavy metal statunitense formatosi a Los Angeles nel 1982.

## Storia del gruppo
La formazione iniziale comprendeva i chitarristi Joe Floyd e Tommy Asakawa, a cui si aggiunsero il cantante Parramore McCarthy, il bassista Rick Bennett e il batterista Liam Jason. Il loro demo del 1983 destò l’interesse della MCA Records negli Stati Uniti e della Ten Records, label appartenente alla Virgin Records, in Europa.
Il disco d’esordio, Fighting for the Earth, venne quindi pubblicato da queste etichette nel 1985, tuttavia non riscosse il successo aspettato, anche se venne apprezzato dalla critica e dai fan. Per la promozione dell’album fu realizzato un videoclip della title track, inoltre, lo stesso anno, la band effettuò una serie di concerti nazionali che li videro esibirsi anche a supporto degli Iron Maiden. Nonostante ciò il gruppo non vide appagate le proprie aspettative, così l’anno successivo si sciolse.
Il gruppo si riformò nel 1991 per registrare un secondo album, con la partecipazione dei membri originali Floyd e McCarty e la collaborazione del chitarrista Roy Z.
L’album, intitolato Ancient Future, uscì però solo nel 1998; tre anni dopo la Nuclear Blast pubblicò The Code of Life, che vide l’ingresso nella band del cantante Rob Rock. In questo lavoro furono incluse le canzoni Day of Reckoning e We Are One, la prima scritta in collaborazione con Roy Z e la seconda in collaborazione con Bruce Dickinson degli Iron Maiden.
In seguito Rob Rock lasciò il gruppo per dedicarsi alla carriera da solista e venne quindi ingaggiato Marc Storace dei Krokus, con cui gli Warrior, nel 2004, realizzarono il loro quarto album, The Wars of Gods and Men.
Nel 2008 si accinsero alla registrazione di nuovo materiale, con il ritorno di Parramore McCarty nei ranghi, che videro anche la presenza di Joe Floyd e del secondo chitarrista AC Alexander, oltre al bassista Rob Farr e al batterista Dave DuCey, presenti già durante la registrazione del lavoro precedente. L'anno successivo si esibirono dal vivo in una serie di concerti in California e Oklahoma, inoltre parteciparono al festival musicale tedesco Bang Your Head!!!. Nel 2014 tornarono in Germania per salire sul palco del festival Keep It True, con l’ingresso nella band del cantante Sean Peck.

## Formazione

### Formazione attuale
- Sean Peck – voce
- Joe Floyd – chitarra
- AC Alexander – chitarra
- Rob Farr – basso
- Dave DuCey – batteria

### Ex componenti
- Parramore McCarty – voce
- Mick Perez – chitarra, tastiera
- Simon Oliver – basso
- Rob Rock – voce
- Marc Storace – voce
- Tommy Asakawa – chitarra
- Rick Bennet – basso
- Sam – basso
- Liam Jason – batteria
- Ray Burke – basso

## Discografia

### Album in studio
- 1985 – Fighting for the Earth
- 1998 – Ancient Future
- 2001 – The Code of Life
- 2004 – The Wars of Gods and Men

### Singoli
- 1985 – Fighting for the Earth